# یان گویدتی
یان آلبرتو گویدتی (سوئدی: John Alberto Guidetti؛ زادهٔ ۱۵ آوریل ۱۹۹۲) بازیکن فوتبال اهل سوئد است.

## باشگاهی
از باشگاه‌هایی که در آن بازی کرده‌است می‌توان به منچستر سیتی، برنلی، فاینورد، استوک سیتی، سلتیک، سلتا، آلاوس و هانوفر ۹۶ اشاره کرد. او در حال حاضر در باشگاه هانوفر ۹۶ بازی میکند

## تیم ملی
وی همچنین در تیم ملی فوتبال سوئد بازی کرده‌است.